# Moravské Toskánsko

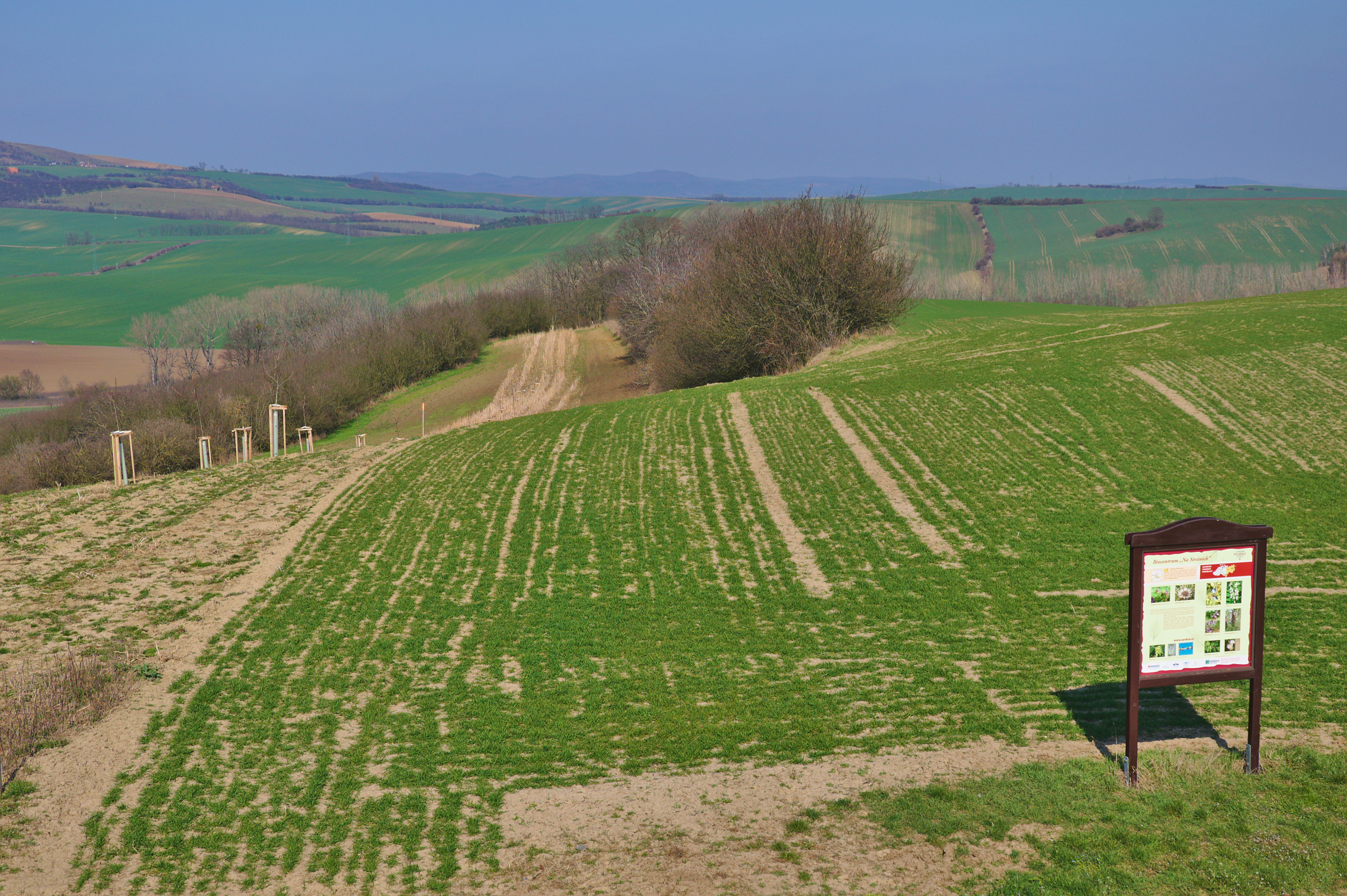
Biocentrum „Na Stráních“ u Šardic.

Moravské Toskánsko je populární označení pro oblast u Kyjova v Jihomoravském kraji, která svými terénními vlnami připomíná krajinu italského Toskánska. Oblíbená je u fotografů, krajina není narušena výškovými budovami či komíny, občas jsou v ní solitérní stromy či kapličky. Časopis Condé Nast Traveller ji zařadil mezi 50 nejkrásnějších míst na Zemi.
Oblast zaujímá prostor několika desítek kilometrů čtverečních západně a jihozápadně od Kyjova. Podle geomorfologického členění Česka je tato oblast součástí Kyjovské pahorkatiny.
Mezi oblíbená místa na focení patří např. sobůlská kaple svaté Barbory v polích u Strážovic či pásy polí u Šardic.